# Lintneria aurigutta
Lintneria aurigutta là một loài bướm đêm thuộc họ Sphingidae. Loài này có ở Peru, Bolivia và Argentina.
Sải cánh khoảng 52–58 mm. Có ít nhất hai thế hệ mỗi năm, trong đó cá thể trưởng thành mọc cánh vào tháng 3 và vào tháng 12.
Ấu trùng có lẽ ăn các loài Lamiaceae (như Salvia), Hydrophylloideae (như Wigandia) và các loài Verbenaceae (như Lantana).